# Humburky
Humburky (německy Humburg) jsou obec v okrese Hradec Králové, na levém břehu řeky Cidliny zhruba 2,5 km jihovýchodně od města Nový Bydžov. Žije zde 419 obyvatel.

## Historie
První písemná zmínka o vsi (Humburc) pochází z roku 1359.

## Památky v obci
- Barokní kaplička sv. Salvátora při cestě k Metličanům, obnovená roku 2000
- Pískovcová barokní socha Svatého Václava z roku 1742
- Bývalý zámek (dnes účelově využit jako domov důchodců)
- Kaple Panny Marie z roku 1885 na křižovatce v obci

## Galerie

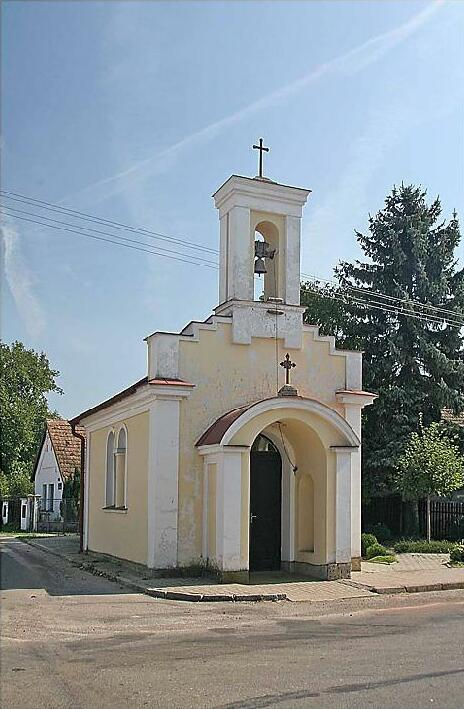
Kaple Panny Marie na křižovatce
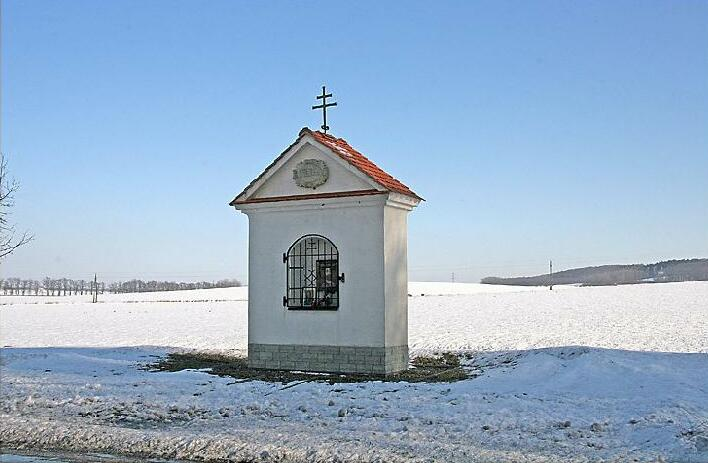
Výklenková kaple u silnice do Metličan